# Scolothrips uzeli
Scolothrips uzeli är en insektsart som först beskrevs av Schille 1910.  Scolothrips uzeli ingår i släktet Scolothrips, och familjen smaltripsar. Arten är reproducerande i Sverige.